# Český slavík Mattoni 2015
Dvacáté udílení Českého slavíka Mattoni se konalo 28. listopadu 2015 ve Státní opeře v Praze. Předávání hudebních cen bylo vysíláno na TV Nova a moderoval ho Libor Bouček. Absolutním vítězem se již po čtvrté a potřetí v řadě stal Karel Gott. Pokud počítáme i Zlatého slavíka, jedná se již o jubilejní padesáté udílení.

## Vítězové
Nominovaní a vítězové v daných kategoriích jsou:

### Zpěvák
- Karel Gott (68 929 bodů)
- Tomáš Klus (16 945 bodů)
- Tomáš Ortel (16 472 bodů)
- Daniel Landa (15 794 bodů)
- Richard Krajčo (12 978 bodů)
- Michal David (12 534 bodů)

### Zpěvačka
- Lucie Bílá (45 180 bodů)
- Lucie Vondráčková (40 328 bodů)
- Ewa Farna (16 577 bodů)
- Monika Absolonová (14 017 bodů)
- Aneta Langerová (13 560 bodů)
- Anna K (8 548 bodů)

### Skupina
- Kabát (29 750 bodů)
- Ortel (27 062 bodů)
- Kryštof (24 915 bodů)
- Chinaski (22 442 bodů)
- Olympic (11 360 bodů)
- Divokej Bill (7 538 bodů)

### Slavíci bez hranic
- No Name (15 450 bodů)
- Miro Žbirka (8 820 bodů)
- Elán (8 598 bodů)
- Horkýže Slíže (7 839 bodů)
- Pavol Habera (5 802 bodů)
- Marika Gombitová (5 304 bodů)

### Objev roku
- Slza
- ATMO music
- Pavel Callta

### Nejstreamovanější česká skladba
- Sebastian — „Toulavá“

### Nejoblíbenější píseň posluchačů Rádia Impuls
- David Deyl — „V ozvěnách“

### Hvězda internetu
- Slza

### Absolutní slavík
- Karel Gott